# Eucereon intranotatum
Eucereon intranotatum là một loài bướm đêm thuộc phân họ Arctiinae, họ Erebidae.